# Без страху і докору
«Без страху і докору» — радянський дитячий художній фільм 1962 року, знятий на кіностудії «Мосфільм».

## Сюжет
Московські хлопчаки Вадик (Віктор Глазков), Юра (Микола Бурляєв) і дівчинка Тоша (Алла Вітрук) знаходять гроші, втрачені в московській товкотнечі одним з відряджених. Вони вирішують знайти його і повернути гроші, але замість цього витрачають велику частину цієї суми, хамлять батькам і вчителям, брешуть батькам, розпивають шампанське. Потім викрадають автомобіль «Москвич», і їдуть на море, потрапляючи по дорозі в веселі ситуації.

## У ролях
- Микола Бурляєв —  Юра Сорокін
- Алла Вітрук —  Тоша
- Віктор Глазков —  Вадик Коваль
- Савелій Крамаров —  Свєтік Савелов (Сова)
- Микола Волков —  батько Тоши
- Людмила Марченко —  Олена, сестра Тоши
- Лев Золотухін —  батько Вадика і Колі
- Маріанна Стриженова —  мама Вадика і Колі
- Еммануїл Геллер —  лялькар
- Лідія Корольова —  продавчиня морозива в цирку
- Олена Максимова —  двірничка
- Клавдія Шинкіна —  мати Юри
- Анатолій Юшко —  Рєпнін
- Микола Кодін —  Коля
- Володимир Лебедєв —  дід в ощадкасі і на іподромі
- Олена Кононенко —  вчителька
- Микола Парфьонов —  капітан міліції
- Кларіна Фролова-Воронцова —  Марфа Олексіївна
- Юрій Нікулін —  камео
- Валентина Ананьїна — няня з коляскою

## Знімальна група
- Режисер-постановник: Олександр Мітта
- Сценаристи: Ілля Нусінов, Семен Лунгін
- Оператор: Герман Шатров
- Композитор: Микита Богословський
- Художник: Віталій Гладников